# Aly Ben Salem
Pour les articles homonymes, voir Ali Ben Salem (homonymie) et Ben Salem.
 (novembre 2017).
Si vous disposez d'ouvrages ou d'articles de référence ou si vous connaissez des sites web de qualité traitant du thème abordé ici, merci de compléter l'article en donnant les références utiles à sa vérifiabilité et en les liant à la section « Notes et références ».
Aly Ben Salem ou Ali Ben Salem (arabe : علي بن سالم), né le 25 décembre 1910 à Tunis et mort le 20 février 2001 à Stockholm, est un peintre et plasticien tuniso-suédois.

## Formation
Il étudie à l'Institut supérieur des beaux-arts de Tunis et, en 1936, obtient le premier prix de peinture du gouvernement tunisien et le premier prix de la miniature d'Afrique du Nord. L'année suivante, il est désigné comme représentant de la Tunisie à l'Exposition universelle de Paris.
Il passe une grande partie de sa vie en Suède, où il épouse Kerstin Nilsson en secondes noces. Il retourne en Tunisie en 1970 et s'installe dans la ville d'Hammamet.

## Doctrine artistique
Dans ses dessins, Aly Ben Salem suit le symbolisme métaphorique où les formes sont définies par des lignes courbées, souples et précises, et ces formes semblent être répétées à l'infini.

## Hommages
- La Poste tunisienne émet le 10 octobre 2010 un timbre postal à son effigie[2].

## Décorations
- Commandeur de l'ordre des Arts et des Lettres Il est fait commandeur lors de la promotion du 19 février 1993[3].